# 上海油画雕塑院
上海油画雕塑院，位于上海市金珠路111号（原门牌号码虹桥路农工里100号），是上海市文化和旅游局直属的事业单位。该机构的宗旨是“出作品、出人才、出理论，开展国内外艺术交流”。

## 历史沿革
上海油画雕塑院是上海市文化和旅游局直属的油画、雕塑的创作、研究机构。机构始创于1964年6月11日，时名上海油画雕塑创作室，人员全部来自上海美术专科学校的油画系、雕塑系师生和雕塑研究室。文化大革命期间，曾和上海中国画院合并改名上海画院，1980年和中国画院分离，1985年更为现名。

## 作品
文化大革命期间，受《毛主席去安源》的影响，创作油画作品《大字报好》。1970年代后期，油画雕塑院逐渐转向革命历史题材作品的创作。文化大革命后，在保留革命题材作品创作的同时，开始创作创作其他题材作品。第八届全国运动会的主题雕塑、延中立交的“龙柱”等也是上海油画雕塑院创作的。此外，上海油画雕塑院曾参加毛主席纪念堂、雨花台烈士纪念碑、上海体育馆、上海静安希尔顿宾馆、龙华寺等单位的雕塑创作，还编写了《上海油画史》一书。